# Carta de presentación

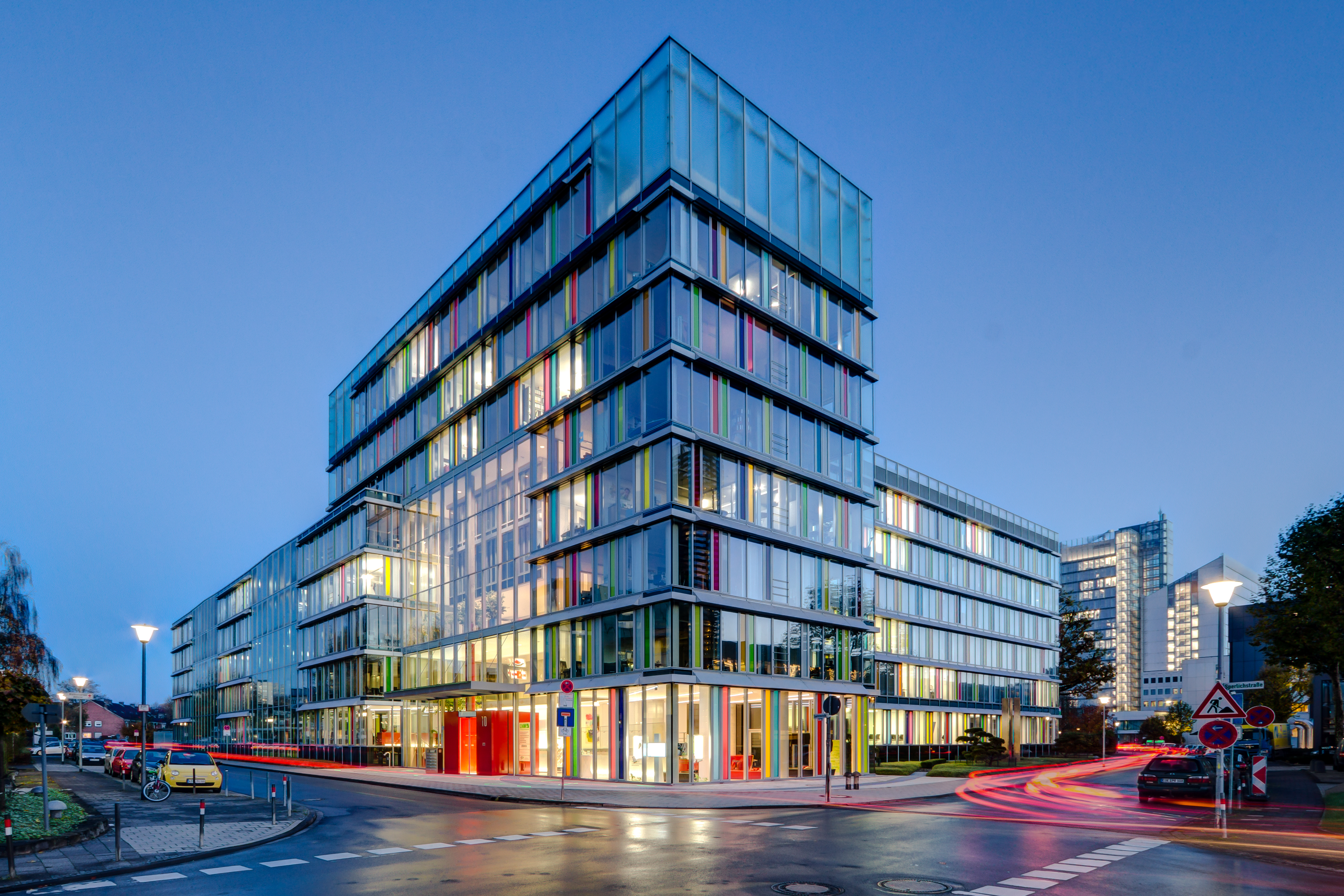
Edificio de Oficinas en este lugar donde uno puede obtener trabajo y ser solicitado

Una carta de presentación,  carta de cobertura o carta de motivación es una carta que se adjunta o acompaña a otro documento, que suele ser un curriculum vitae.

## Para buscar trabajo
Quien busca trabajo suele enviar una carta de presentación junto con su curriculum vitae o solicitud de empleo para presentarse a posibles empleadores en la que les explica la idoneidad de su candidatura para el puesto deseado. Los empresarios suelen buscar cartas de presentación personalizadas y escritas con consideración que harán de filtro para descartar a quien no tenga el interés suficiente en el puesto o carezca de las habilidades básicas necesarias. Las cartas de presentación se pueden dividir en tres categorías:
- La carta de solicitud o de invitación, que responde a un puesto de trabajo conocido
- La carta de exploración o sin invitación, en la que se consulta sobre posibles puestos
- La carta de conexión, en la que se solicita información y ayuda en la búsqueda de trabajo del candidato

## Otros usos
Las cartas de presentación de los curriculum vitae también pueden servir como dispositivos de marketing para posibles buscadores de trabajo.
Las cartas de presentación se usan junto con muchos documentos empresariales tales como solicitudes de préstamos (préstamos de hipoteca), borradores de contratos y propuestas, y documentos ejecutados. Las cartas de presentación pueden servir para intentar atraer el interés del lector o persuadir al lector de algo, o sencillamente pueden ser un inventario o un resumen de los documentos que se incluyen junto con una exposición de las futuras acciones que se espera que tome el emisor o el receptor de los documentos.
Ver artículo principal: La hipoteca como contrato: características legales

## Secciones
Las cartas de presentación se dividen en varias secciones que estarán enfocadas de manera diferente. Las principales son:
1. Encabezado
2. Primer párrafo – ¿Por qué te pones en contacto?
3. Segundo párrafo – ¿Por qué eres el candidato adecuado?
4. Tercer párrafo – ¿Qué esperas aportar a la empresa?
5. Conclusión
6. Cierre

Nos podemos encontrar con páginas en internet que nos dan miles de ejemplos de manera gratuita de como debe hacerse una carta de presentación, pero la carta de presentación debe ser clara y concisa.
Debemos saber el nombre y cargo del destinatario, nombre de la empresa y dirección a la que va dirigida.

## Recomendaciones

### ¿Cómo abrir y cerrar una carta de presentación?
En un mercado laboral apretado, inundado de currículums y cartas de presentación, es un hecho que los documentos y mensajes deben estar libres de errores. ¿De qué otra forma se pueden distinguir las comunicaciones? Aperturas y cierres adecuados que transmitan profesionalidad y pulcritud.

#### Aperturas de cartas de presentación
Se debe escribir un saludo formal, como Sra. o Sr. Si no se está seguro del sexo de la persona y no hay forma de averiguarlo, escribimos el nombre completo.
Aunque cada vez es más común ver saludos sin el "estimado" en los negocios, es menos formal. Cuando se solicita un trabajo, a veces se quiere empezar formalmente, aunque se puede tomar un tono menos formal en posteriores intercambios escritos.
Si no estamos familiarizados con el nombre de alguien, debemos asegurarnos de no confundir el nombre con el apellido, lo que puede suceder fácilmente en el actual entorno empresarial global, dependiendo en parte de los idiomas que conozcamos. Por ejemplo, el director general de Lenovo es Yang Yuanqing. Su apellido es Yang y su nombre es Yuanqing (en mandarín, el apellido se escribe primero), así que si en un caso hipotético nos dirigiéramos a él, escribiríamos Estimado Sr. Yang y no al Estimado Sr. Yuanqing.

#### Cierre de la carta de presentación
Terminamos el mensaje con un cierre formal, como "Sinceramente" o "Saludos". Si el cierre contiene más de una palabra, debemos poner en mayúsculas solo la primera palabra, como en "Saludos cordiales" O "Atentamente.". Y asegurándonos de poner una coma después del cierre. Un error común en las cartas comerciales es la omisión de esa coma.
El nombre completo va en la siguiente línea. No hay necesidad del espacio extra que solía haber para la firma. Escribimos el número de teléfono y dirección de correo electrónico en líneas separadas después del nombre. Aunque esta información de contacto está en el currículum, incluirla con el mensaje de portada le hará la vida más fácil al destinatario.